# Ольговский сельсовет (Московская область)
Ольговский сельсовет — упразднённая административно-территориальная единица, существовавшая на территории Московской губернии и Московской области до 1960 года.
Ольговский сельсовет был образован в первые годы советской власти. По данным 1918 года он входил в состав Обольяновской волости Дмитровского уезда Московской губернии.
В декабре 1926 года из Ольговского с/с были выделены Попадьинский и Ново-Карцевский с/с.
По данным 1926 года в состав сельсовета входили сёла Новокарцево и Ольгово, деревни Гончарово, Жуково, Муханки, Мышенки, Попадьино и Селявино, артель «Борьба», Жуковская лесная сторожка, лесничество и музей.
В 1929 году Ольговский с/с был отнесён к Дмитровскому району Московского округа Московской области. При этом к нему были присоединены Попадьинский и Ново-Карцевский с/с.
27 февраля 1935 года Ольговский с/с был передан в Коммунистический район.
9 июля 1952 года селение Гончарово было передано из Ольговского с/с в Языковский с/с.
14 июня 1954 года к Ольговскому с/с был присоединён Языковский с/с.
7 декабря 1957 года Коммунистический район был упразднён и Ольговский с/с был возвращён в состав Дмитровского района.
20 августа 1960 года Ольговский с/с был упразднён. При этом его территория была передана в Подъячевский с/с.